# Berufsoberschule (Niedersachsen)
Die Berufsoberschule ermöglicht es Schülern mit bereits abgeschlossener Berufsausbildung und Fachhochschulreife die fachgebundene oder auch allgemeine Hochschulreife zu erlangen.

## Allgemeines
Theoretisch als zweijähriger vollzeitschulischer Bildungsgang konzipiert, wurde die BOS als Aufbauschulform zur Fachoberschule konstruiert, das heißt, sie bezeichnet landläufig das auf den Erwerb der Fachhochschulreife durch den erfolgreichen Besuch der Fachoberschule folgende 13. Schuljahr.
In der Regel wird mit erfolgreichem Abschluss die Fachgebundene Hochschulreife erlangt, welche je nach der fachlichen Ausrichtung der besuchten BOS zum Studium bestimmter Studiengänge in ganz Deutschland berechtigt. Kann eine zweite Fremdsprache nachgewiesen werden, wird die Allgemeine Hochschulreife verliehen. 
Praktisch bedeutet dies, dass bei Vorliegen der Fachhochschulreife und einer abgeschlossenen Berufsausbildung (egal ob im dualen System oder schulisch) in der BOS der entsprechenden Fachrichtung in einem einzigen Jahr das Abitur gemacht werden kann. Wird durch die 2. Fremdsprache die Allgemeine Hochschulreife erlangt, kann man theoretisch jeden Studiengang an jeder Universität studieren (wenn man weitere Zulassungsvoraussetzungen erfüllt).

## Fachrichtungen
Die Berufsoberschule wird in den Fachrichtungen Agrarwirtschaft, Sozialwesen, Technik, Wirtschaft und Ernährung & Hauswirtschaft geführt.

## Zulassungsvoraussetzungen
In die BOS aufgenommen werden kann, wer über
- die Fachhochschulreife und
- eine mindestens zweijährige, erfolgreich abgeschlossene, einschlägige Berufsausbildung inkl. des entsprechenden Berufsschulabschlusses (oder eine mindestens fünfjährige, einschlägige hauptberufliche Tätigkeit) verfügt.[2]

Ein bestimmter Notenschnitt muss generell nicht nachgewiesen werden; einzelne Schulen können aber abweichend verfahren.

## Abschlüsse
In der Regel erhält der Absolvent die Fachgebundene Hochschulreife, die zum Studium einschlägiger Studiengänge berechtigt.
Wenn eine zweite Fremdsprache nachgewiesen werden kann durch
- den Nachweis der Teilnahme am versetzungsrelevanten Unterricht in einer zweiten Fremdsprache in der Sekundarstufe I über vier aufeinander folgende Jahre oder
- die Teilnahme an 320 Stunden (mindestens mit "ausreichend" bewertetem) Fremdsprachenunterricht an der Fach-/Berufsoberschule oder
- den Nachweis einer mit mindestens "ausreichend" bewerteten Ergänzungsprüfung[3],

erhält der Absolvent die Allgemeine Hochschulreife und damit Zugang zu allen universitären Bildungsgängen.

## Stundentafel
Die Stundentafel variiert je nach Fachrichtung, in etwa ist jedoch mit 30 Wochenstunden zu rechnen.
Neben dem Berufsbezogenen Lernbereich (11 Wochenstunden) ist der Berufsübergreifende Lernbereich (19 Wochenstunden) mit den Fächern Mathe, Deutsch, Englisch, Politik und Religion (u. evtl. Naturwissenschaften oder Wirtschaftslehre) vorgesehen.

## Berufsoberschulen in Niedersachsen
Derzeit gibt es 4 Berufsbildende Schulen und 2 weitere Schulen in Niedersachsen, die über eine Berufsoberschule verfügen.
Übersicht Schuljahr 2018/19
| Schule                            | Ort        | Schwerpunkt                                        |
| --------------------------------- | ---------- | -------------------------------------------------- |
| BBS Alice-Salomon Schule Hannover | Hannover   | Gesundheit und Soziales                            |
| BBS am Pottgraben                 | Osnabrück  | Gesundheit und Soziales; Wirtschaft und Verwaltung |
| BBS Hannover Handel               | Hannover   | Wirtschaft und Verwaltung                          |
| BBS Wechloy Oldenburg             | Oldenburg  | Wirtschaft und Verwaltung                          |
| Elisabeth-von-Rantzau-Schule      | Hildesheim | Gesundheit und Soziales                            |
| Marienhausschule                  | Meppen     | Gesundheit und Soziales                            |

## Finanzierung
Schüler der Berufsoberschule haben, im Gegensatz zu Fachoberschülern, das Anrecht auf elternunabhängiges Schüler-BAföG, welches nicht erstattet werden muss.